# Eugène Ricklin
Eugène Ricklin (Dannemarie (Alt Rin), 12 de maig del 1862 - 4 de setembre del 1935) fou un metge i polític alsacià.
Doctorat en medicina, fou alcalde del seu poble des del 1898. Havia protagonitzat incidents amb les autoritats alemanyes quan el 1902 fou revocat en el càrrec pel seu autonomisme i imposaren en lloc seu el notari Centlivre (qui més tard es faria profrancès), però el reposaren al seu càrrec el 1908. Per la seva valentia l'anomenaren el lleó de Sundgau (D'r sundgauer Leeb). El 1912 esdevingué cap del Zentrum i diputat a Berlín.
El 1913, amb el p. Xavier Haegy participarien a Berna i Basilea en les Conferències de la Pau de la Unió Interparlamentària, on contactarien amb pacifistes francesos com Jean Jaurès. Per això, quan esclatà la Primera Guerra Mundial fou deportat al nord de la França ocupada. El 1918 intentà que l'Alsàcia-Lorena esdevingués un estat alemany i en formà part del Landtag fins que el territori fou incorporat a França.
El febrer del 1919 fou destituït com a alcalde de Dannemarie i condemnat a residència forçada a Kehl, tot i que li permeteren tornar al seu poble el novembre del 1919, després de la forta protesta de totes les autoritats municipals alsacianes. El 1919 el seu antic partit, Zentrum, es transformà en Union Populaire Republicane-Elsassische Volkspartei (UPR-EVU). Més tard fundà el Heimatbund (1925) amb René Hauss i Paul Schall, i el diari Die Zukunft. El 1926 publicaren al diari Volkstimme (Veu del poble) el manifest del partit amb 100 signatures de notables destacats, on es defineix Alsàcia com una minoria nacional i reclama una reconversió federal de França per encaixar-la, o bé una autonomia completa o un plebiscit. El 16 de març de 1926 fou arrestat i jutjat en el Procés de Colmar del 1928 amb Paul Schall, Joseph Rossé i Karl Roos, on foren condemnats a un any de presó i cinc de deportació. El 1929 fou perdonat pel president de França Gaston Doumergue, però fins al 1931 no fou totalment rehabilitat políticament. La seva salut, però, va quedar molt malmesa i va morir uns anys després.